# Argiope ocyaloides
Argiope ocyaloides är en spindelart som beskrevs av Ludwig Carl Christian Koch 1871. Argiope ocyaloides ingår i släktet Argiope och familjen hjulspindlar.
Artens utbredningsområde är Queensland. Inga underarter finns listade i Catalogue of Life.